# Maudite Poutine
Pour plus de détails, voir Fiche technique et Distribution.
Maudite Poutine est un film dramatique québécois réalisé par Karl Lemieux, sorti en 2016.
Le film est sélectionné en compétition officielle, section Orizzonti, à la Mostra de Venise 2016.

## Synopsis
Vincent, 27 ans, batteur dans un groupe rock amateur, parvient à subtiliser un paquet contenant de la drogue à Darkie et sa bande de dealers. Pris sur le fait, il s'enfuit la fuite dans l'arrière-pays et renoue avec son frère aîné Michel avec qui il a rompu depuis de nombreuses années. Alors qu'il tente de maintenir l'apparence d'une vie normale, il est témoin de la descente aux enfers de Michel.

## Fiche technique
- Titre : Maudite Poutine
- Réalisation : Karl Lemieux
- Scénario : Karl Lemieux et Marie-Douce St-Jacques
- Directeur de la photographie : Mathieu Laverdière
- Montage : Marc Boucrot
- Musique : David Bryant, Thierry Amar et Kevin Doria
- Direction artistique : Louisa Schabas
- Costumes : Patricia McNeil
- Son : Olivier Calvert, Stephen de Oliveira et Hans Leitres
- Producteur : Sylvain Corbeil et Nancy Grant
- Production : Metafilms
- Distribution : FunFilm Distribution
- Pays :  Canada ( Québec)
- Genre : Drame
- Durée : 95 minutes
- Sortie :
  -  Italie : 5 septembre 2016 (Mostra de Venise 2016)
  -  Canada ( Québec) : 27 janvier 2017 (en salles)

## Distribution
- Jean-Simon Leduc : Vincent
- Martin Dubreuil : Michel
- Francis La Haye : Ian
- Robin Aubert : Darkie
- Marie Brassard : Francine
- Alexa-Jeanne Dubé : Dominique
- François Aubin : L'homme de l'épicerie

## Distinctions

### Sélection
Sélection en compétition officielle dans la section Orizzonti de la Mostra de Venise 2016

### Nominations
- 19e gala du cinéma québécois :
  - Meilleure interprétation dans un second rôle masculin pour Martin Dubreuil
  - Meilleure musique originale pour Thierry Amar, David Bryant et Kevin Doria
  - Meilleur son pour Olivier Calvert, Stephen de Oliveira et Hans Leitres
  - Film s'étant le plus illustré à l'extérieur du Québec